# Les Halles

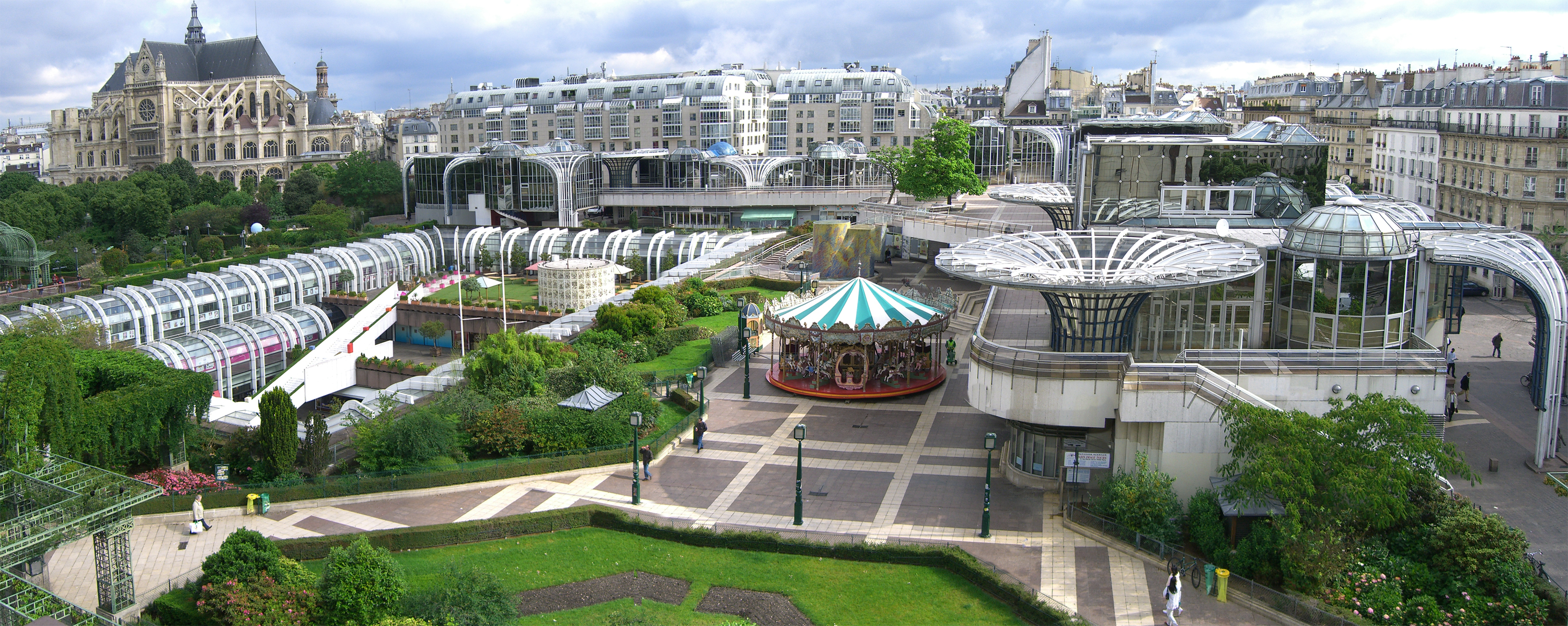
Khu phố Les Halles

Les Halles là một khu phố thuộc Quận 1, Paris. Nằm ở tâm của thành phố, khu vực này còn có các tên gọi Halles centrales hay Halles de Paris. Đây vốn là một cái chợ cổ của Paris, halle trong tiếng Pháp có nghĩa là chợ.
Ngày nay, Les Halles gồm một công viên lớn cùng trung tâm thương mại Forum des Halles xây ngầm dưới lòng đất, cũng là nơi có nhiều dịch vụ giải trí như rạp chiếu phim, bể bơi... Nhà ga Châtelet - Les Halles, cũng ngầm dưới lòng đất hoàn toàn, là một trong những nhà ga lớn nhất thành phố với 5 tuyến tàu điện ngầm cùng 3 tuyến RER ra ngoại ô.
| Métro Paris | Bến tàu điện ngầm: Châtelet - Les Halles |

## Lịch sử
Đầu thế kỷ 12, khu vực này thuộc ngoại ô phía Bắc Paris, gần trại phong Saint-Lazare. Năm 1135, chợ trung tâm trên quảng trường Grève trong Paris được chuyển về đây. Hai tòa nhà được xây lên vào năm 1183, nơi đây trở thành khu chợ thực phẩm với thịt, bánh mỳ và rượu vang. Vài năm sau đó, vua Philippe Auguste cho xây một cửa hàng lớn, nơi bán thức ăn, vải vóc, giày và đồ gia dụng lặt vặt. Khu chợ phát triển và được Philippe Auguste mở rộng tiếp, xuất hiện thêm các đồ dệt, dạ.

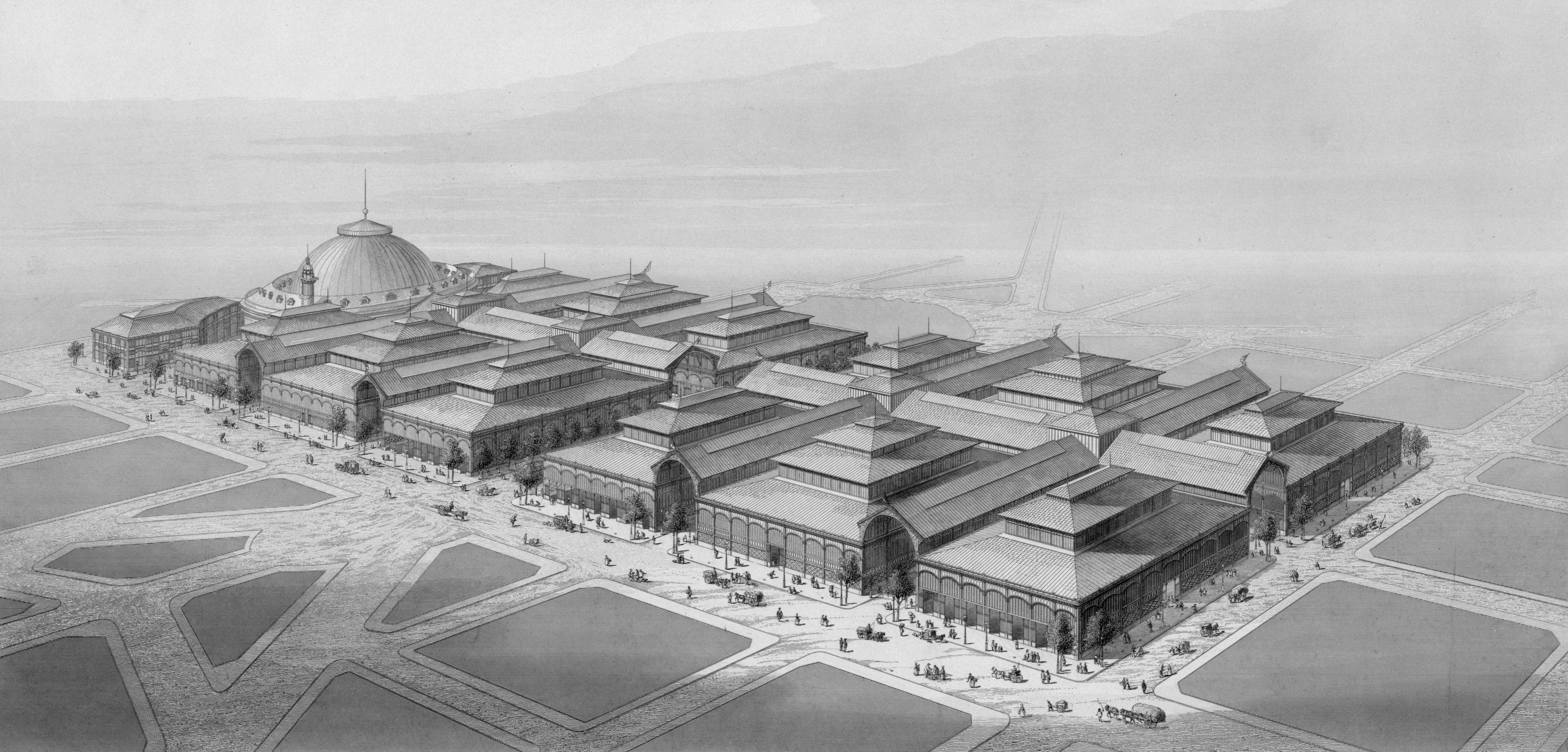
Les Halles, 1863

Năm 1543, dưới thời François I, Les Halles được xây dựng lại. Tới năm 1763, một chợ lúa mỳ được xây dựng thêm và năm 1789 là chợ hoa quả, rau cạnh đó. Năm 1808, Napoléon Bonaparte có ý định bố trí lại khu vực này với dự án xây một chợ trung tâm giữa chợ lúa mỳ và chợ hoa quả. Nhưng vì các vấn đề giao thông và vệ sinh, năm 1842, một ủy ban được lập để xem xét vấn đề cải tạo khu chợ hay chuyển đi nơi khác. Cuộc thi kiến trúc đã chỉ định kiến trúc sư Victor Baltard với đồ án xây xựng 12 gian hàng lớn có các vách kính và cột bằng gang. Mười gian được xây dựng trong khoảng 1852 tới 1870 và hai gian cuối hoàn thành năm 1936.
Tới năm 1959, chợ được quyết định chuyển về khu La Villette ở Quận 19 và Rungis ở ngoại ô. Năm 1968, Hội đồng Paris quyết định khải tạo 15 hecta khu vực này và phương án công trình ngầm được xem xét tới. Sau đó, năm 1969, Tổng thống Georges Pompidou thông báo sẽ xây dựng trung tâm văn hóa Beaubourg cạnh Les Halles. Năm 1971, sáu gian hàng bị phá bỏ để xây dựng nhà ga RER và trung tâm thương mại Forum des Halles. Tới năm 1977, nhà ga RER hoàn thành và hai năm sau, ngày 4 tháng 9 năm 1979 khánh thành trung tâm thương mại Forum des Halles. Năm 1985, trung tâm thương mại được mở rộng thêm và khu vườn được cải tạo vào năm sau đó.

## Les Halles
Ngày nay khu phố Les Halles là một trong những khu vực tấp nập nhất của thành phố. Trên mặt đất, một khu vườn rộng hơn 4 hecta cùng các con phố với nhiều cửa hàng thời trang, nhà hàng... cùng nhà thờ Saint-Eustache. Cách đó không xa là những công trình quan trọng như Trung tâm Georges-Pompidou, Tòa thị chính thành phố.
Trung tâm thương mại Forum des Halles nằm ngầm dưới đất với tổng diện tích 60.000 m² cùng 180 cửa hàng, 3000 nhân viên. Ở đây có sự hiện diện của các của hàng như Fnac, GAP, H&M, Go Sport... cùng các hiệu ăn nhanh, quán cà phê, bưu điện... Bên cạnh đó còn có một bể bơi và trung tâm UGC với 23 phòng chiếu phim. Năm 2005, khu thương mại này đón 42,9 triệu khách hàng và đạt doanh thu 516 triệu euro.
Nhà ga Châtelet - Les Halles với vị trí tâm thành phố là điểm giao của 3 tuyến RER, 5 tuyến tàu điện ngầm, 15 tuyến xe buýt ban ngày và 13 tuyến buýt đêm Noctilien. Là một trong số những ga ngầm lớn nhất thế giới, lượng người qua lại mỗi ngày ở Châtelet - Les Halles là 750 nghìn.
Hiện nay đang có dự án cải tạo lại Forum des Halles thành « Carreau des Halles » với bản thiết kế của hai kiến trúc sư Patrick Berger và Jacques Anziutti.

## Hình ảnh

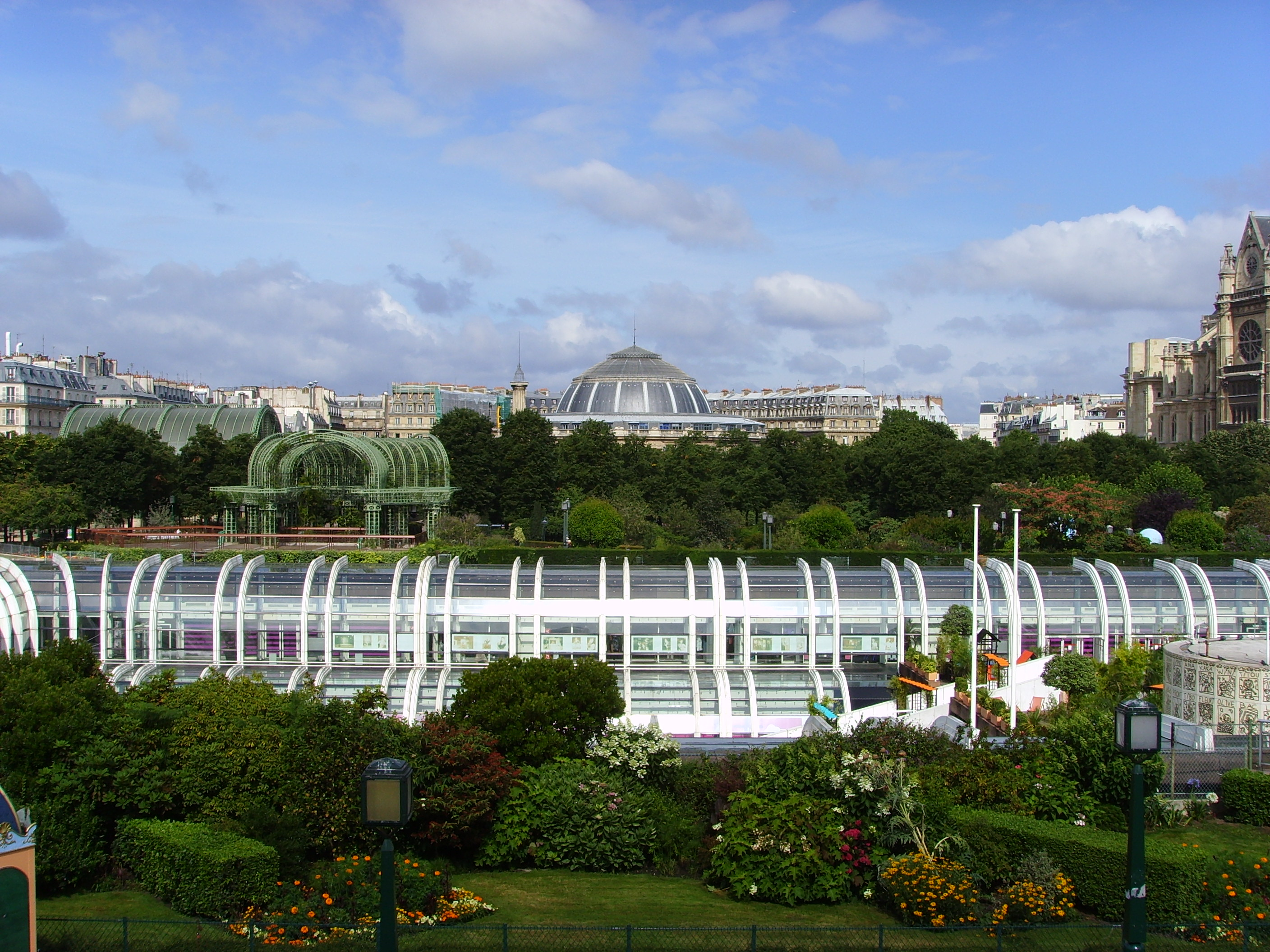
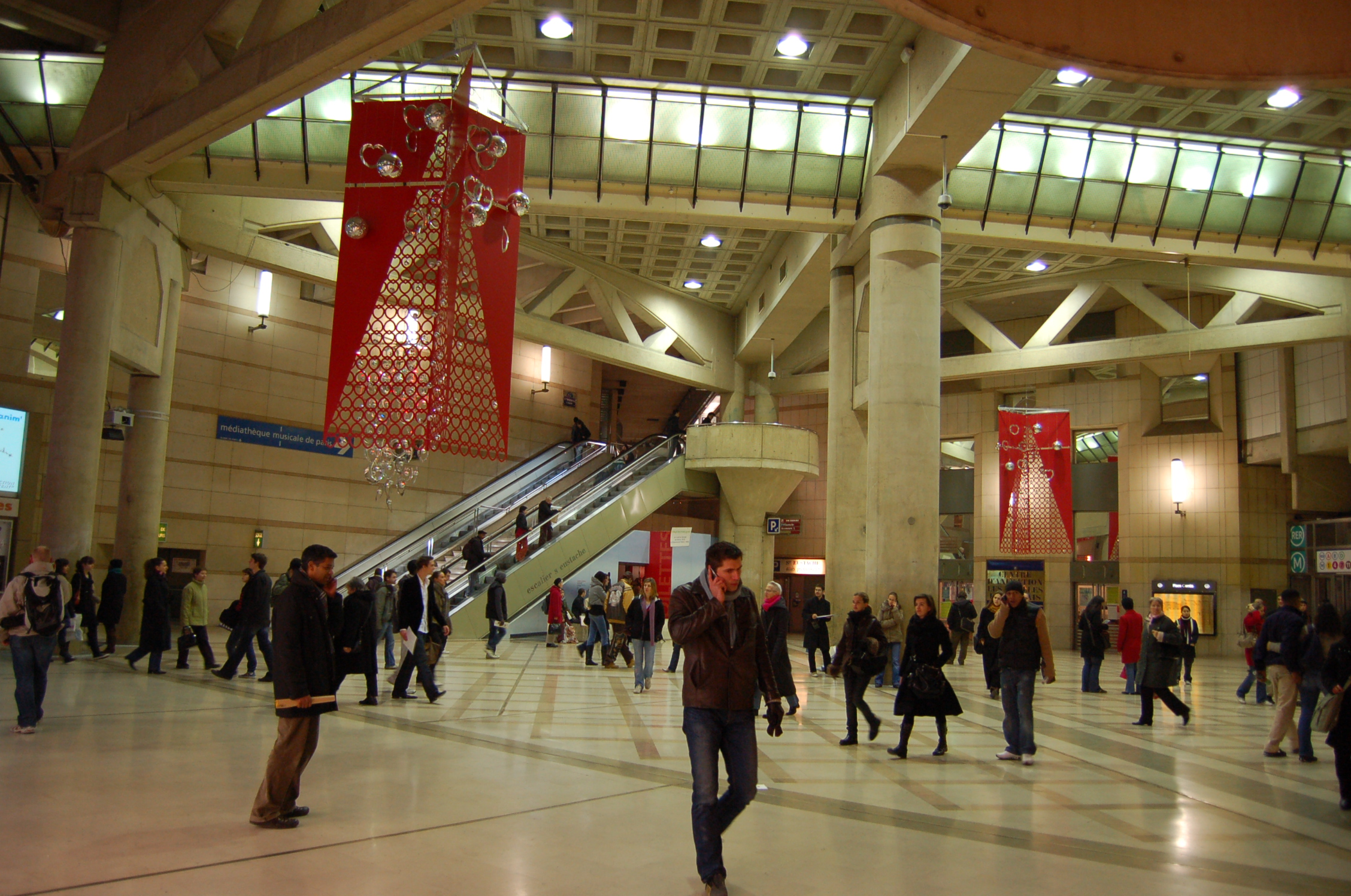